# Этернавт
«Этернавт» (исп. El Eternauta) — аргентинский телесериал, созданный Бруно Стагнаро по мотивам одноимённого комикса. Премьера состоялась на стриминговой платформе Netflix 30 апреля 2025 года. Роли в сериале исполнили Рикардо Дарин, Карла Петерсон, Сесар Тронкосо, Андреа Пьетра, Марсело Субиотто, Арьель Стальтари, Клаудио Мартинес Бель и другие.

## Сюжет
В Буэнос-Айресе в разгар лета выпадает снег и отключается электричество. Снегопад убивает всех попавших под него людей. Среди выживших — ветеран Фолклендской войны Хуан Сальво и его друзья; Сальво пытается найти свою дочь и отправляется на её поиски. Выясняется, что снегопад оказывается частью инопланетного вторжения на Землю: магнитные поля планеты изменяются, а город захватывают огромные жуки.

## В ролях
| Актёр                 | Роль                       |
| --------------------- | -------------------------- |
| Рикардо Дарин         | Хуан Сальво                |
| Карла Петерсон        | бывшая жена Сальво Елена   |
| Сесар Тронкосо        | Альфредо Фавалли (Тано)    |
| Андреа Пьетра         | жена Фавалли Ана           |
| Марсело Субиотто      | друг Сальво Лукас          |
| Клаудио Мартинес Бель | друг Сальво Польски (Русо) |
| Арьель Стальтари      | Омар                       |
| Мора Фиш              | дочь Сальво Клара          |
| Орианна Карденас      | Инга                       |